# Landgericht Simbach

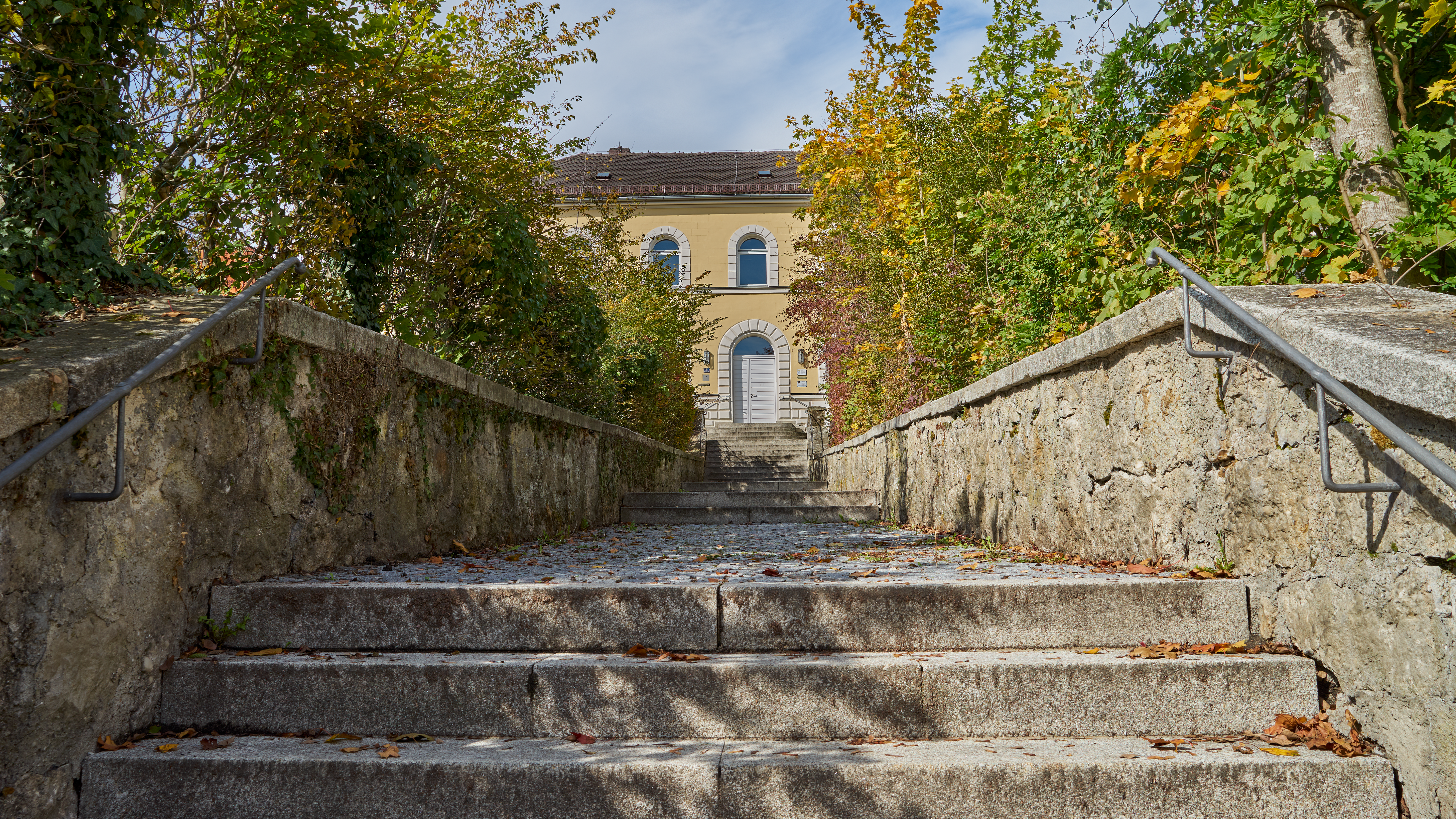
Ehemals Landgericht, jetzt Vermessungsamt an der Münchner Straße

Das Landgericht Simbach (auch Landgericht Simbach am Inn) war ein von 1803 bis 1879 bestehendes bayerisches Landgericht älterer Ordnung mit Sitz in der Stadt Simbach am Inn.

## Geschichte
Vorläufer des Landgerichts Simbach war das Pfleggericht in Julbach. Nach dem Übergang Julbachs von den Grafen von Schaunberg an das herzogliche Haus Bayern im Jahr 1382 bildete Julbach ein herzogliches Pfleggericht und gehörte zum Rentamt Burghausen des späteren Kurfürstentums Bayern. 1803 wurde im Rahmen von inneren Reformen in Bayern durch Graf Montgelas das Landgericht Simbach am Inn errichtet. Es umfasste die Orte Eggstetten, Ering, Erlach, Gumpersdorf, Julbach, Kirchberg am Inn, Kirchdorf am Inn, Münchham, Obertürken, Randling, Schildthurn, Simbach, Stubenberg, Tann, Taubenbach, Ulbering, Wiesing, Wittibreut und Zimmern. Es gehörte zum Unterdonaukreis, der 1838 in Niederbayern umbenannt wurde. Zwischen 1810 und 1816 war das Gericht Simbach mit Braunau vereinigt. 1840 wurden das Hauptgebäude und der Gefängnisbau in der Münchner Straße errichtet. Im Jahr 1862 wurde aus den Landgerichten Pfarrkirchen und Simbach am Inn das Bezirksamt Pfarrkirchen als Verwaltungsbehörde gebildet. Das Landgericht Simbach am Inn bestand aber als reine Gerichtsbehörde weiter. Anlässlich der Einführung des Gerichtsverfassungsgesetzes am 1. Oktober 1879 kam es dann zur Auflösung des Landgerichts und zur Bildung des Amtsgerichts in Simbach, dessen Sprengel derselbe war wie beim vorherigen Landgericht Simbach. Nächsthöhere Instanz war das Landgericht Passau.

## Gerichtsgebäude
Das ehemalige Landgerichtsgebäude ist jetzt Sitz eines Vermessungsamts.
Baubeschreibung: zweigeschossige klassizistische Anlage im Stil Friedrich v. Gärtners, Hauptgebäude und ehemaliger Gefängnisbau über H-förmigem Grundriss, mit Walmdächern, 1840 erbaut, Umbau 1976; mit Freitreppenanlage.